# 武藏野短期大学
武藏野短期大学（日语：／ Musashino Tankidaigaku *），简称Musatan，是一所位于日本埼玉县狭山市的私立短期大学。

## 概要

### 简介
- 源流成立于1912年[1]。短期大学为于1981年开办[1][2]、由学校法人武藏野学院经营。招収只女学生从开办[3]。

### 历史
- 1981年 武藏野短期大学成立并同时设置一个学科即幼儿教育学科[1][2]。
- 1991年 国际教养学科成立（但招生到于2003年、停办于2005年）[1][2]

### 宪章
- 请参看武藏野短期大学的标志 （页面存档备份，存于） （日語） 2014年2月25日阅览。

## 学校环境
- 校区：在埼玉县狭山市

## 历任校长
- 田健一：第一代短期大学校长[4]。
- 宫本一史：现在短期大学校长[5]

## 组织

### 学科
- 幼儿教育学科
- 国际教养学科[注 1]

### 专科
| - 没有 |

### 业余课程
| - 没有 |

### 附属学校
- 幼儿园 [6]

### 附属机关
| - 图书馆 |

## 相关链接
- 日本短期大学列表